# Liste der Gemeindeverbände auf Martinique
Martinique ist ein Überseedépartement (mit der Ordnungsnummer 972) und eine Region Frankreichs. Die 34 Gemeinden haben sich in drei Gemeindeverbänden organisiert.
Siehe auch: Liste der Gemeinden auf Martinique

## Gemeindeverbände

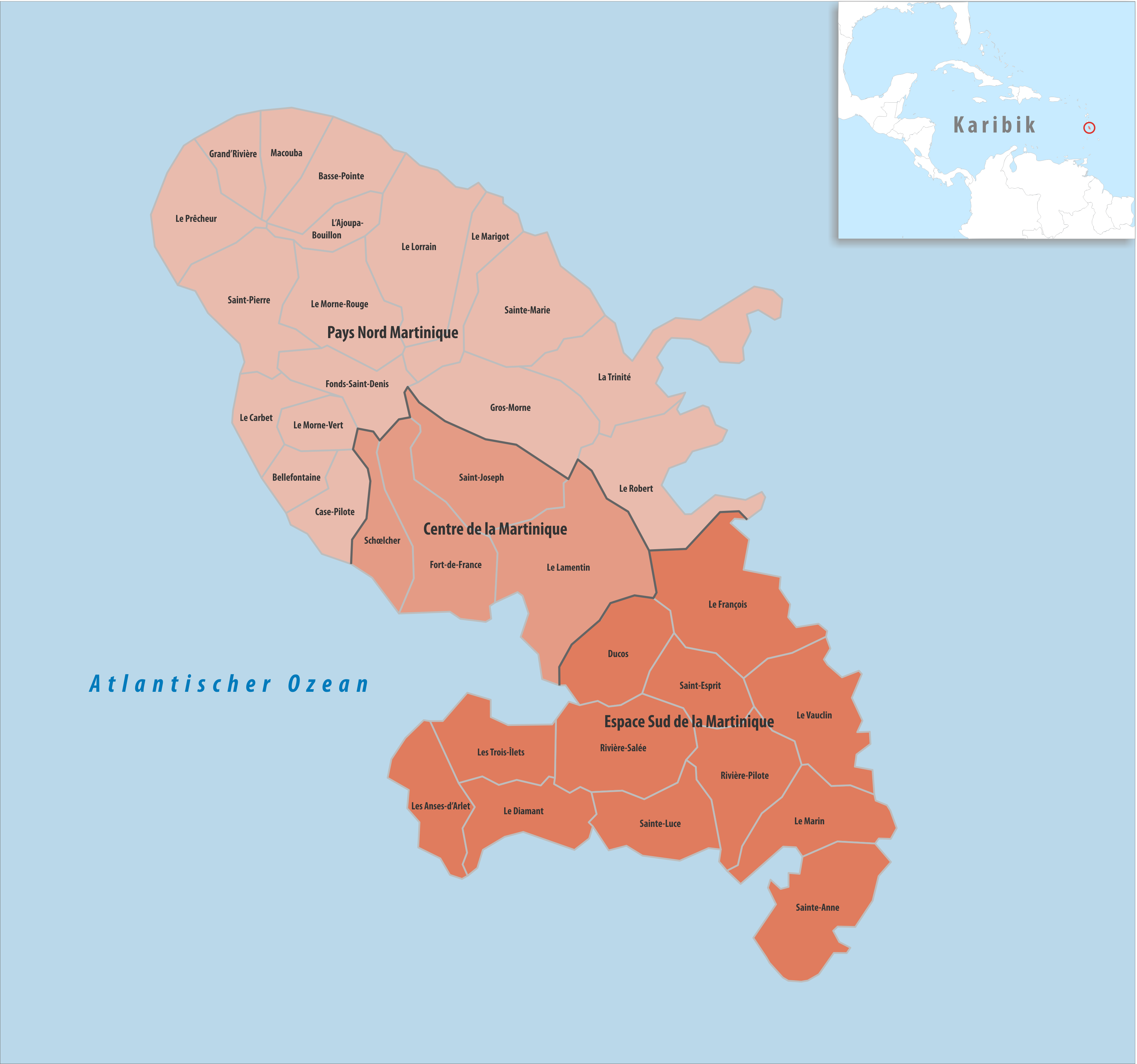
Gemeindeverbände in Martinique

| Gemeindeverband             | Gemeinden im Départ./Verband | Einwohner 1. Januar 2022 | Fläche km² | Dichte Einw./km² | SIREN- Nummer | Rechtsform                 | Gründungsdatum    |
| --------------------------- | ---------------------------- | ------------------------ | ---------- | ---------------- | ------------- | -------------------------- | ----------------- |
| Centre de la Martinique     | 4/4                          | 150.323                  | 170,99     | 879              | 249 720 061   | Communauté d’agglomération | 27. Dezember 2000 |
| Espace Sud de la Martinique | 12/12                        | 115.038                  | 409,14     | 281              | 249 720 053   | Communauté d’agglomération | 29. Dezember 2004 |
| Pays Nord Martinique        | 18/18                        | 95.658                   | 547,87     | 175              | 200 041 788   | Communauté d’agglomération | 1. Januar 2014    |